# Санні Ослунд
Санні Ослунд (швед. Sanny Åslund, нар. 29 серпня 1952, Турсбю) — шведський футболіст, що грав на позиції нападника. По завершенні ігрової кар'єри — футбольний тренер.
Як гравець насамперед відомий виступами за АІК та національну збірну Швеції.

## Клубна кар'єра
В дорослому футболі дебютував 1971 року виступами за команду клубу «Дегерфорс», в якій провів два сезони.
Згодом з 1973 по 1975 рік грав у складі команд клубів АІК та «Еспаньйол».
Своєю грою за останню команду привернув увагу представників тренерського штабу клубу «Вердер», до складу якого приєднався 1975 року. Відіграв за бременський клуб наступні один сезон своєї ігрової кар'єри.
1976 року повернувся до клубу АІК. Більшість часу, проведеного у складі клубу АІК, був основним гравцем атакувальної ланки команди. У складі клубу АІК був одним з головних бомбардирів команди, маючи середню результативність на рівні 0,51 голу за гру першості.
Протягом 1979—1980 років захищав кольори команди клубу «Мальме».
1980 року повернувся до клубу АІК, за який відіграв ще три сезони. Завершив професійну кар'єру футболіста у 1982 році.

## Виступи за збірну
1977 року дебютував в офіційних матчах у складі національної збірної Швеції. Протягом кар'єри у національній команді, яка тривала усього 3 роки, провів у формі головної команди країни лише 5 матчів, забивши 2 голи.
У складі збірної був учасником чемпіонату світу 1978 року в Аргентині.

## Кар'єра тренера
Розпочав тренерську кар'єру, повернувшись до футболу після невеликої перерви, 1986 року, очоливши тренерський штаб клубу «Весбю Юнайтед».
Згодом очолював команду клубу АІК. Наразі останнім місцем тренерської роботи був клуб «Норрчепінг», команду якого Санні Ослунд очолював як головний тренер до 1992 року.

## Титули і досягнення
- Володар Кубка Швеції: 1990-91